# We Are Pilots
We Are Pilots es el álbum debut de la banda de Los Ángeles, Shiny Toy Guns. Fue lanzado el 17 de octubre del 2005 por Universal Motown y es el tercer lanzamiento de la banda tras sus dos álbumes lanzados independientemente y también titulados “We Are Pilots”, Los críticos lo titulan como la versión 3.0.
El álbum contiene el sencillo “Le Disko”, fue usada en el publicitado comercial de la serie de televisión de realidad America's Next Top Model “Cycle 8”. Le Disko también es utilizada como banda sonora del juego de Playstation, Burnout Dominator y “You Are The One” es utilizada para el videojuego FIFA 07.

## Lista de canciones
1. "You Are the One" – 4:31
2. "Le Disko" – 3:23
3. "Starts With One" – 3:46
4. "When They Came for Us" – 4:25
5. "Don't Cry Out" – 4:10
6. "Chemistry of a Car Crash" – 3:51
7. "Waiting" – 4:21
8. "Rainy Monday" – 4:00
9. "Jackie Will Save Me" – 3:59
10. "Shaken" – 3:44
11. "We Are Pilots" – 4:15
12. "I Promise You Walls" – 4:08 bonus track exclusivo para (Best Buy)
13. "Weather Girl" - 4:42 bonus track exclusivo para (iTunes)
14. "Rocketship" - 3:32 bonus track exclusivo para el (RU)

## Personal
- Chad Petree – guitarrista, vocalista
- Carah Faye Charnow – sintetizador, vocalista
- Jeremy Dawson – sintetizador, bajista
- Mikey Martin – baterista

- Datos: Q1414973